# 松州 (四川省)
松州（しょうしゅう）は、中国にかつて存在した州。唐代から明初にかけて、現在の四川省松潘県一帯に設置された。

## 概要
618年（武徳元年）、唐により隋の同昌郡嘉城県の地に松州が置かれた。628年（貞観2年）、都督府が置かれ、崌州・懿州・嵯州・闊州・麟州・雅州・叢州・可州・遠州・奉州・厳州・諾州・蛾州・彭州・軌州・蓋州・直州・肆州・位州・玉州・璋州・祐州・台州・橋州・序州の25羈縻州を管轄した。742年（天宝元年）、松州は交川郡と改称された。758年（乾元元年）、交川郡は松州の称にもどされた。松州は剣南道に属し、嘉誠・交川・平康の3県を管轄した。763年（広徳元年）、松州は吐蕃に占領された。
1379年（洪武12年）、明により松州衛が置かれた。1387年（洪武20年）、松州衛は松潘等処軍民指揮使司と改められた。